# Björksavblomfluga
Björksavblomfluga (Brachyopa dorsata) är en tvåvingeart som beskrevs av Zetterstedt 1837. Björksavblomfluga ingår i släktet savblomflugor, och familjen blomflugor.
Artens utbredningsområde är Sverige. Arten är reproducerande i Sverige. Inga underarter finns listade i Catalogue of Life.